# Sfântul Mormânt
Mormântul lui Iisus Hristos din Ierusalim este singura relicvă materială a Învierii, unicul vestigiu al acestui eveniment fundamental al creștinismului-dacă excludem Giulgiul Sfânt, pe care o publicitate abulă îl învăluie astăzi într-o aură de mister. Sfântul Mormânt este locul săpat în stâncă, oferit de Iosif din Arimateea, unde a fost depus trupul răstignitului în seara de vineri și care, a treia zi dimineața, a fost găsit gol de către Maria Magdalena, Maria (mama lui Iacov) și  Salomeea.
Spre deosebire de alte relicve ale lui Hristos-nenumăratele bucăți din lemnul Crucii, stâlpii unde a fost biciuit, cununa de spini, bureții, trestiile, ligheanul în care Pilat s-a spălat pe mâini, toate obiecte mobile smulse din contextul lor, răspândite în atâtea sute de exemplare, lucru ce, pe la începutul secolului al XI-lea, îl supăra pe călugărul Guibert din Nogent-, Mormântul este profund ancorat în inima orașului Ierusalim. Cetatea mistică, Ierusalimul celest, împrăștie asupra orașului pământesc o parte din sfințenia sa și din simbolurile sale, ce prind rădăcini în jurul Mormântului, spre care se îndreaptă pelerinii. Aici, spiritualul și materialul se unesc și se contopesc unul cu celălalt. A privi Mormântul, a-l atinge, a păși peste urmele pașilor lui Hristos, toate acestea, după cum se spunea în sec al XI-lea, constituie pentru pelerini gesturi ale mântuirii.
În timp ce, transplantate în Occident, bucățile de piatră smulse din Mormânt par să-și piardă toată puterea evocatoare sau taumaturgică, cultul acestui monument sfânt al Ierusalimului ia proporții nemăsurate în lumea Patimilor și a făgăduinței de mântuire. Loc sfânt mai mult decât relicvă, el este una din luminile cu atât mai strălucitoare, cu cât sunt mai îndepărtate, ale credinței Evului Mediu, ale îndemnurilor și visurilor sale.
Să fie oare autentic acest Sfînt Mormânt? Prea puțin importă. Degeaba s-a înverșunat cu asprimea-i binecunoscută critica pozitivistă, căci, încă din anul 325, acest loc de tradiție, conform datelor Evangheliei, a rămas încărcat cu întreaga sa valoare simbolică și istorică. Această credință se sprijină, în sânul comunității creștine din Ierusalim, pe o tradiție ce nu poate fi dovedită, născută cu mult înainte ca împăratul Hadrian să refacă, în anul 135, orașul. Ca în cazul mormântului Sfîntului Petru, toate discuțiile sunt niște tertipuri, în care dovezile sunt subiective iar armele criticii, mântuite de ideologie.
Abia după Conciliul de la Niceea, în anul 325, Constantin a poruncit episcopului Macarie al Ierusalimului să distrugă templul zeiței Venus și pe cel al lui Jupiter. Constantin a dat poruncă să se clădească nu numai o bazilică mai frumoasă decât toate celelalte din lume, dar încă și alte construcții, care să depășească tot ceea ce există mai deosebit în celelalte orașe, și le-a pus constructorilor la dispoziție marmura și coloanele cele mai de preț. Arhitecții Eustațiu și Zenobiu s-au apucat să construiască o bazilică de primă mărime, dovadă a biruinței politice a creștinilor și a afirmării Ierusalimului drept capitala lor religioasă. În anul 335, reuniți în sinodul de la Tyr, episcopii au venit să sfințească noua bazilică care va purta numele de Biserica Sfântului Mormânt.
Începând cu secolul IV până în al VII-lea, Sfântul Mormânt, gigantic complex monumental, cunoaște vremea sa de glorie. Loc de pelerinaj de prim ordin al creștinătății, el e slăvit în toate relatările călătorilor. Sfântul Augustin reproșează zadarnic donatiștilor că adoră țărâna luată de acolo; pelerinii cară cu ei peste tot vase de plumb conținând uleiul ars în fața marelui sanctuar palestinian. Aceste relicvare portabile, păstrate azi mai ales printre comorile lombarde de la Monza și Bobbio, prezintă, datorită desenelor gravate pe fața lor superioară, o culegere iconografică, e adevărat, cam schematică, a principalelor monumente ale Pământului Sfânt.
Perioada sa întunecată începe în veacul al VII-lea, fiecare secol fiind după aceea marcat de catastrofe distrugătoare, urmate doar de niște restaurări sumare. În anul 614, cu ocazia cuceririi Ierusalimului de către perșii lui Chosroes II, Sfântul Mormânt a fost incendiat și relicva Crucii furată. Însă împăratul Heraclius a recuperat-o, iar patriarhul Modest al Ierusalimului i-a refăcut părțile deteriorate. Cucerirea arabă din 632 a pus capăt prezenței bizantine în această regiune. Toleranța era o regulă, și califul Omar s-a mulțumit să se roage în afara Sfântului Mormânt, fiindcă, zicea el dacă m-aș fi rugat înaceastă biserică, ea ar fi rămas pierdută pentru voi [creștinii], deoarece credincioșii v-ar fi luat-o, zicînd că: aici s-a rugat Omar.
Dar bazilica era oricum amenințată de ruină: un cutremur în secolul al IX-lea a precedat distrugerea ordonată de califul Hakîm în 1009. Cronicarul Ioan din Antiohia povestește cum executanții poruncii califului au ras la pământ întreaga biserică, în afară de acele părți imposibil de dărâmat sau prea greu de mișcat din loc, adică rotonda anastasis, care mai există, până la primul etaj, și azi. A fost un gest de neînțeles. Din partea lui Hakîm, fiul unei creștine și nepot a doi patriarhi, asta însemna nu numai persecutarea creștinilor, ci și un act care anunța o viitoare amenințare la adresa tuturor libertăților de credință.